# حمدون بن الحاج المرداسي
حمدون بن الحاج المرداسي  اختاره السلطان سيدي محمد بن عبد الله أستاذا لابنه الأمير سليمان ابتداء من سنة 1202 هـ وحج عام 1205 هـ واستغرقت رحلته ثلاث سنوات حيث عاد سنة 1208 هـ ليجد تلميذه الأمير سليمان سلطانا على المغرب.
تولى حمدون بن الحاج حسبة فاس وقيادة العرائش إلى سنة 1221 هـ ثم استعفي من المهام الإدارية ليتفرغ لتدريس النحو والمنطق والعروض والبيان والتصوف والفقه والحديث والتفسير.

## مسيرته
هو أبو الفيض حمدون بن عبد الرحمن بن حمدون بن عبد الرحمن بن محمد العربي بن محمد بن علي بن محمد بن الحاج المرداسي، من بني الحاج السلميين ذرية الصحابي العباس بن مرداس، انتقل سلفه إلى الأندلس وأقاموا بحصن بلفيق من عمل ألمرية، وأما أول من قدم من سلفه إلى المغرب واستقر بفاس فأبو عبد الله محمد ثامن آبائه وذلك عقب نزوح المسلمين عن الأندلس. ولد الشيخ حمدون بمدينة فاس في غضون سنة 1174 هـ (1760 م) بعد أن أتم تعليمه الأولي انتقل إلى جامع القرويين حيث تتلمذ عند يد أشياخ العلم في زمانه، منهم:
- . محمد بن الحسن البناني محشي الزرقاني (ت 1194 هـ).
- . عبد الكريم اليازغي (ت 1199 هـ).
- . سليمان بن أحمد الفشتالي (ت 1208 هـ).
- . شيخ الجماعة التاودي بن سودة (ت 1209 هـ).
- . محمد بن أحمد بنيس (ت 1213 هـ).
- . عبد القادر بن أحمد بن شقرون الفاسي (ت 1219 هـ).
- . الطيب بن عبد المجيد بن كيران (ت 1227 هـ).
- . محمد بن عبد السلام بن ناصر الدرعي (ت 1239 هـ).
- . محمد مرتضى الزبيدي شارح الإحياء والقاموس (ت 1205 هـ).

حصل حمدون بن الحاج على أطيب من الثقافة الأدبية والعلمية المتعددة الجوانب، جمع فيه إلى جانب المهارة في النظم والنثر الإلمام بالعلوم اللغوية والبلاغية والتاريخية والفقهية وبالمنطق والكلام والفلك والتبحر في الحديث وعلومه والقرآن وتفسيره" منذ مستهل شبابه، وذلك في نيف وعشرين سنة من عمره، والدليل على ذلك أن أشياخه يأنون له في الجلوس للتدريس، كما أن السلطان المولى محمد الثالث اختاره ضمن أساتذة ابنه الأمير المولى سليمان بن محمد الذين كان يبعثهم إليه بسجلماسة.
توفي حمدون بن الحاج بفاس عشية يوم الإثنين سابع ربيع الثاني من عام 1232 هـ، الموافق بـ 24 فبراير 1817 م، ودفن بمطرح الجلة خارج باب الفتوح.

## مؤلفاته
خلف آثار كثيرة منها:
- ديوان النوافح الغالية في الأمداح السليمانية، درسه وحققه الدكتور أحمد العراقي طبع عام 1421 هـ-2000 م من طرف وزارة الأوقاف والشؤون الإسلامية.
- ديوان شعر عام حققه نفس الأستاذ وطبعته كلية الآداب بفاس ونشر عام 1995.
- عقود الفاتحة: منظومة ميمية من البسيط في المديح النبوي يعارض بها بردة البوصيري جعلها في حوالي أربعة آلاف بيت أولها:

هبت قماري بين البان والعلم تملي شمائل أقمار بذي سلم
ونكهة الصبح زاد طيبها أرجــا تنفس منه في الأرجاء من إضم
نظمها زمن إقامته بالمدينة المنورة.
- شرح عقود الفاتحة وهو شرحه على ميميته السابقة أتمه ابنه محمد من بعده جعله في خمسة أجزاء طبع البعض منها بالمطبعة الحجرية بفاس.
- وتريات: على نسق وتريات محمد بن أبي بكر بن رشيد البغدادي ت 663 هـ وهي قصائد في المديح النبوي على عدد الحروف الهجائية نظمها في المولد النبوي من سنة 1224 هـ توجد مخطوطة بالخزانة العامة بالرباط رقم 1003.
- مقامات :حققت ضمن ديوانه.
- رحلة حجازية وقف الأستاذ محمد الفاسي على نقول منها ذكر ذلك في مقاله"الرحالة المغاربة وآثارهم"المنشور بمجاة دعوة الحق السنة 2 العدد 4 ص25.
- إمتاع الأسماع بتحرير ما التبس من حكم السماع: يوجد بمجموع بالخزانة العامة بالرباط تحت رقم963 ك.
- الثمر المهتصر في روض المختصر: حاشية على الشرح المختصر لسعد الدين التفتازاني يوجد بالخزانة العامة تحت رقم 239د.
- بديعية: عارض بها بديعيتي صفي الدين الحلي وابن حجة الحموي

## ذريته
إبنه :
محمد بن حمدون المرداسي السُلمي : علامة جليل من فاس، له مشاركة في العلوم، وكتب
كثيرة، منها :
1- ( النشر على مباديء العلوم العشر )
2- ( الإشراف على من بفاس من مشاهير الأشراف ) .
توفي سنة 1274 هـ . له ترجمة في كتاب ( بنو سُليم ) لعبد القدوس الأنصاري .
من نسله الأستاذ الدكتور جعفر بن الحسن بن المفضل بن الإمام محدث فاس محمد ابن شيخ الإسلام حمدون بن الحاج السُلمي المرداسي .